# Météosat
Météosat (Meteosat en anglais) est un programme de collecte et de diffusion de données à des fins météorologiques reposant sur une famille de satellites spécifiques placés sur une orbite géostationnaire. Ces derniers sont développés sous maîtrise d'œuvre de l'Agence spatiale européenne (ESA) pour le compte de l'opérateur  EUMETSAT gestionnaire de la flotte des satellites météorologiques européens qui comprend également des satellites circulant en orbite polaire (MetOp et MetOp-SG). Placés sur une orbite géostationnaire au niveau de la longitude 0°, les satellites Météosat permettent l'observation en continu de l'hémisphère du globe visible depuis cette position.
Les satellites Météosat transmettent  vers des stations terriennes plusieurs fois par heure des images numériques prises dans plusieurs longueurs d'onde de l'hémisphère du globe. Celles-ci combinées avec d'autres données permettent aux météorologues, à partir des observations d'anticyclones, dépressions atmosphériques, masses nuageuses (etc.), d'élaborer les prévisions météorologiques. Ces données sont également essentielles pour prévoir certains phénomènes météorologiques dangereux tels que les ouragans, tempêtes. Les données collectées contribuent également au suivi de l'évolution du climat de la planète.
Météosat est initialement un projet développé par l'agence spatiale française (le CNES) à compter de 1967. Ce projet est repris par l'agence spatiale européenne en 1972 (ESRO par la suite ESA). Trois prototypes, dont l'instrument principal est un radiomètre imageur, sont placés en orbite entre 1977 et 1988. Avec la création d'EUMETSAT, organisme chargé de gérer les satellites météorologiques européens, le programme entre dans une phase opérationnelle. Quatre satellites aux caractéristiques similaires aux prototypes sont lancés entre 1989 et 1997. L'Europe maintient désormais en permanence au minimum un satellite en fonctionnement. Une deuxième génération de satellites Météosat aux performances accrues est déployée entre 2002 et 2015. Une troisième génération doit faire ses débuts en 2021 en introduisant de nouvelles caractéristiques : stabilisation sur 3 axes, emport d'un sondeur  atmosphérique infrarouge.

## Genèse du programme Météosat

### Lancement du projet par le CNES
En 1965, l'agence spatiale français (le CNES), qui depuis sa création en 1962, s'est consacrée au développement du lanceur spatial Diamant et de satellites technologiques et scientifiques, commence à travailler sur les applications spatiales, c'est-à-dire l'utilisation des satellites artificiels à des fins commerciales ou de service public dans les domaines suivants : télécommunications, télédiffusion, observation de la Terre, météorologie, navigation. Au sein de l'agence le sujet est pris en charge par le directeur des programmes et du plan André Lebeau. Un comité des programmes est créé pour l'assister dans sa tache. Plusieurs études sont lancées : dans le domaine des télécommunications ce sont les projets Safran, Saros, Symphonie, Socrate et Memini, dans le domaine de la navigation aérienne le projet Dioscures, dans le domaine de la localisation les projets Géole et Dialogue et dans le domaine de la météorologie ce sont Eole et Météosat. Seuls les projets Eole, Météosat et Symphonie franchissent cette phase d'étude tandis que les réflexions se poursuivent dans le domaine de la télédétection.
Le projet Météosat a été proposé en 1968 par le professeur Pierre Morel fondateur du Laboratoire de météorologie dynamique au sein du CNRS. Il s'agit de développer un satellite météorologique placé sur une orbite géostationnaire qui doit faire partie d'un ensemble de cinq satellites du même type développés par la NASA et l'Union soviétique pour répondre aux besoins de deux programmes de  l'Organisation météorologique mondiale : le programme opérationnel VMM (mise à disposition de l'ensemble des pays des informations météorologiques et géophysiques) et le programme de recherche sur l'atmosphère GARP (Global Atmospheric Research Program). Le programmé Météosat comprend trois volets : prise d'images par le satellite, collecte des données par des  stations terriennes et diffusion de celles-ci auprès des utilisateurs. Le CNES crée une équipe projet chargée de définir les spécifications du système à mettre en place (segment spatial et segment terrestre) qui évalue ses difficultés et son coût. Il met en évidence que le budget alloué au programme spatial français ne permettra pas sa réalisation d'autant que celui-ci est revu à la baisse en 1971.

### Prise en charge par l'agence spatiale européenne
Pour trouver les moyens financiers permettant de mener à bien le projet Météosat, les responsables du projet français décident en 1971 de faire appel à la coopération européenne en demandant à l'agence spatiale européenne (à l'époque l'ESRO) d'intégrer Météosat dans son portefeuille de programmes spatiaux. Il s'ensuit des négociations délicates entre la France et les partenaires européens de l'ESRO car le CNES souhaite conserver la maitrise du projet. Finalement il est décidé que le développement du satellite se fera à parts égales dans l'établissement de Toulouse du CNES et à l'ESTEC, établissement de l'ESRO. L'accord définitif est conclu le 23 mars 1972. Il prévoit la prise en charge du développement, de la construction de deux satellites, de la mise en orbite, de la gestion et du contrôle de ceux-ci, de la construction et de la gestion d'installations au sol permettant de répondre aux besoins de la communauté météorologique européenne et la participation aux programmes mondiaux VMM et GARP. Conformément aux fonctions attribuées à l'agence spatiale européenne, celle-ci ne doit prendre en charge l'exploitation des satellites que durant les six premiers mois, ce rôle devant être assumé par la suite par les utilisateurs. Les services météorologiques nationaux européens participant de l'accord font réviser en décembre 1975 celui-ci en portant à trois ans la durée de la prise en charge de l'exploitation des satellites Météosat,,.

### Spécifications et mise au point des Météosat
La construction des satellites Météosat est confiée à un consortium industriel, baptisé Cosmos, dont le chef de file est l'établissement de Cannes de l'Aérospatiale. La construction du composant le plus complexe, le radiomètre, est réalisée par la société Matra. Le responsable du programme est Roger Imbert. Pour valider le fonctionnement du système passif de refroidissement des détecteurs, un prototype est testé à bord du petit satellite technologique SRET-2 qui est placé en orbite le 6 juin 1965.
Les études pour obtenir des images de qualité suffisantes sont entreprises durant la phase de spécifications au CNES. Elle est poursuivi, une fois la construction des satellites débutée chez Aerospatiale à Cannes, par une équipe  comprenant des représentants des deux industriels principaux : Matra pour le radiomètre et Aérospatiale pour le satellite. Après caractérisation des défauts pouvant causer des pertes de qualité, la mise au point de logiciels permettant de les corriger est entamée en 1975. Le logiciel est mis au point notamment laboratoire ARMINES de l'École des mines de Paris, tout nouvellement implanté sur la toute naissante technopole de Sophia-Antipolis. Les logiciels de correction sont installés à l'ESOC à Darmstadt, à temps pour le lancement du premier satellite en novembre 1977.
Peu de temps après le lancement du premier satellite, une anomalie apparait dans le mécanisme d’étalonnage de la voie infrarouge. Cet étalonnage est notamment une donnée essentielle pour les calculs de la précision des températures des mers, utilisée par exemple pour les campagnes des flottilles de pêche. Pour étalonner parfaitement les valeurs des informations infrarouges, représentatives des températures observées sur la Terre, le radiomètre est équipé d'un « corps noir » de référence amovible. Or le mécanisme chargé de positionner ce corps noir tombe en panne. L'équipe projet d'utiliser comme corps noir de substitution les mers de la Lune qui sont visibles plusieurs fois par mois dans les images de la Terre prises par Meteosat. Pour y parvenir  la température des  mers lunaires en fonction des éclairements solaires est modélisée et les résultats sont vérifiés grâce à des mesures effectuées par les télescopes du Cerga,,,.

## Du programme expérimental au système opérationnel
Le premier satellite, Météosat 1, est lancé le 23 novembre 1977 et le second satellite Météosat 2 est lancé le 19 juin 1981. Le protocole qui confiait l'exploitation des satellites à l'Agence spatiale européenne jusqu'en novembre 1980 est prolongé de trois ans. En 1995, EUMETSAT (organisation européenne pour l'exploitation de satellites météorologiques) a officiellement pris la responsabilité du financement et de l'exploitation des satellites Météosat et de la diffusion de leurs données.
Le programme Météosat fait partie du système mondial d'observation de l'atmosphère terrestre (GARP), mis en place par l'Organisation météorologique mondiale au milieu des années 1970. Il comprend cinq satellites équi-répartis sur l'orbite géostationnaire, tous dans le plan de l'équateur, aux positions longitudinales suivantes :
- 0 degré, méridien de Greenwich (verticale du Golfe du Gabon) : Meteosat, réalisé par l'Europe ;
- 75°W : un satellite américain GOES-E ;
- 135°W : un autre satellite américain GOES-W ;
- 140°E : un satellite japonais ;
- 74°E : un satellite indien. À l'origine du programme, cette position orbitale avait été attribuée à l'URSS. L'Union soviétique ne parvenant pas à fournir un satellite aux « normes occidentales », c'est l'Inde qui s'est vue ré-attribuer la position.

Ce programme est le premier grand programme d'application opérationnel de l'Agence spatiale européenne garantissant  une continuité de service grâce à des satellites de remplacement (ceux de première génération, puis ceux de seconde génération). Avec même, depuis les années 1980, une redondance de satellites en orbite : il y en a toujours deux sur le méridien de Greenwich, prêts à continuer le service, si l'un tombe en panne.
En 2007, le programme a fêté ses 30 ans. 
En 2010, deux satellites Météosat de première génération sont encore en exploitation : Météosat 6 et Météosat 7 observent l'Inde. En 2015, Meteosat-7 est toujours en activité, battant un record de longévité pour un satellite météo géostationnaire de l’opérateur européen EUMETSAT : plus de 17 ans et 4 mois.

## Caractéristiques techniques des Météosat de première génération
Les 7 satellites Météosat de première génération, placés en orbite entre 1977 et 1997, se présentent sous la forme d'un cylindre d'un diamètre de 2,1 mètres et d'une hauteur hors tout (y compris les antennes) de 3,2 mètres. La masse au lancement est de 696 kilogrammes dont 376 kilogrammes de carburant (ergols liquide et propergol solide) et environ 63 kilogramme d'instrumentation. Le satellite est stabilisé par rotation (100 tours par minute). Le corps du cylindre est recouvert de cellules solaires qui produisent environ 200 watts. La durée de vie théorique du satellite est de cinq ans.

### Le radiomètre imageur MVIRI
L'instrument principal du satellite est le radiomètre imageur MVIRI (Meteosat Visible and Infrared Imager). Cet instrument de 63 kilogrammes  est haut de 1,35 mètre et occupe la partie centrale du satellite. Il capture l'image de la surface  dans trois bandes spectrales : en lumière visible (canal VIS : 0,5 à 0,9 micromètre), en infrarouge dans la bande d'absorption de la vapeur d'eau (canal WV : 5,7-7,1 micromètres) et dans l'infrarouge thermique (canal TIR : 10,5-12,5 micromètres). La résolution spatiale des images est de 2,5 kilomètres en lumière visible et de 5 kilomètres dans l'infrarouge.
L'instrument comprend un télescope Ritchey-Chrétien disposant d'un miroir primaire de 400 mm de diamètre et un miroir secondaire de 140 millimètres. Sa longueur focale est de 3650 mm en lumière visible et de 535 mm dans l'infrarouge. Le rayonnement lumineux est fractionné en trois : les trois bandes spectrales qui sont envoyées vers un plan focal commun où elles sont analysées par deux détecteurs au silicium pour le canal en lumière visible et des détecteurs au tellurure de mercure-cadmium pour les deux canaux infrarouges. Les détecteurs infrarouges sont maintenus à une température de 90 kelvins par un système de régulation thermique passif. L'étalonnage de l'instrument est réalisé à l'aide de deux corps noirs qui sont maintenus l'un à une température de 290 kelvins l'autre à une température de 340 kelvins.
Durant la rotation du satellite à 100 tours par minute, autour de son axe principal, le radiomètre analyse des « lignes-images » de la surface terrestre, qui sont converties en 2 500 points-images numérisés (pixels). Depuis l'altitude de l'orbite de Météosat (36 000 km), l'hémisphère de la Terre est vu sous un angle de 18 degrés, aussi l'instrument chargé de recueillir des images de la Terre ne l'aperçoit que durant un vingtième de la rotation du satellite (18/360). Pendant le reste de la rotation, un miroir rotatif qui envoie l'image au télescope pivote légèrement de manière à renvoyer vers les détecteurs la ligne-image suivante. Ainsi la rotation suivante permet de prendre une nouvelle ligne contiguë de la précédente. C'est au bout de 2 500 tours (soit 25 minutes) que 2 500 lignes ont été analysées, fournissant donc une matrice de 6 250 000 pixels, et ce dans diverses bandes de fréquences. Pendant quelques minutes, le radiomètre est rapidement basculé vers le bas, prêt pour un nouveau scan. Les scans sont démarrés automatiquement aux heures rondes H et H+30 minutes. On obtient donc 48 scans par jour (ceci est valable pour les Météosat de première génération ; les cadences ont été doublées sur ceux de seconde génération).
Les images sont transmises, quasiment en temps réel, vers le Centre européen des opérations spatiales (ESOC), situé à Darmstadt, Allemagne, qui contrôle les satellites. Le débit descendant est de 333 kilobits par seconde en mode normal et de 2,7 mégabits en mode rafale.

### Réception au sol, traitement et distribution des données
Les données brutes sont traitées au centre de contrôle, puis transmises à divers utilisateurs, dont le Centre européen de prévision météorologique à moyen terme (CEPMMT) situé à Reading (Berkshire, Royaume-Uni) chargé de la mise au point du modèle mathématique de circulation atmosphérique, mais également vers les offices de météorologie nationaux - dont le Centre de Météorologie Spatiale (CMS, voir lien externe) de Météo-France - pour leurs propres traitements et la fourniture d'images reconstituées aux diverses chaînes de télévision et leurs journaux météo.

## Historique des opérations
Les trois premiers satellites Météosat sont considérés comme des prototypes et sont entièrement gérés (collecte des données, traitement, distribution/archivage) par l'Agence spatiale européenne. À compter de janvier 1987 EUMETSAT prend en charge le programme Météosat et celui-ci entre dans une phase opérationnelle. Le premier satellite opérationnel est  Meteosat-4 lancé le 6 mars 1989. Le dernier satellite de cette première génération de Météosat est retiré du service le 10 juin 2006. L'objectif principal des satellites de cette première génération est de fournir des images de l'hémisphère centrées sur l'Europe. Dans ce but les satellites sont positionnés sur la longitude 0°. Au fil de l'histoire du programme,  outre le satellite opérationnel et le satellite de secours positionnés sur cette longitude, plusieurs satellites  deviennent disponibles et certains sont amenés à fournir d'autres prestations , :
- RSS (Rapid Scanning Service) : le satellite se consacre à la fourniture à fréquence rapprochée (5 minutes) d'images de la région alpine (entre 2001 et 2007).
- IODC (Indian Ocean Data Coverage) : le satellite est positionné au-dessus de l'Inde (longitude 63 °E et 57 °E).
- ADC (Atlantic Data Coverage) et XADC (Extended-ADC) : Météosat-3 est positionné au-dessus de l'est des États-Unis pour combler une défaillance du satellite américain de la NOAA entre 1991 et 1995.

| Désignation        | Date lancement | Lanceur      | Identifiant COSPAR | Début opérationnel | Retrait    | Historique des positions                                                | Autre caractéristique |
| ------------------ | -------------- | ------------ | ------------------ | ------------------ | ---------- | ----------------------------------------------------------------------- | --------------------- |
| Météosat-1         | 23/11/1977     | Delta        | 1977-108A          | 9/12/1977          | 25/11/1979 | 0°                                                                      | Prototype             |
| Météosat-2         | 19/6/1981      | Ariane 1     | 1981-057A          | 9/12/1977          | 25/11/1979 | 0°                                                                      | Prototype             |
| Météosat-3         | 15/6/1988      | Ariane 44 LP | 1988-051A          | 11/8/1988          | 31/5/1995  | - 0° - ADC (01/08/1991–27/01/1993) - XADC 75° W (21/02/1993–31/05/1995) | Prototype             |
| Météosat-4 / MOP-1 | 6/3/1989       | Ariane 44 LP | 1989-020B          | 19/6/1989          | 8/11/1995  | 0°                                                                      |                       |
| Météosat-5 / MOP-2 | 2/3/1991       | Ariane 44 LP | 1991-015B          | 2/5/1991           | 16/4/2007  | - 0° - IODC (01/07/1998–16/04/2007)                                     |                       |
| Météosat-6 / MOP-3 | 20/11/1993     | Ariane 44 LP | 1993-073B          | 21/10/1996         | 15/4/2011  | - 0° - RSS (22/05/2000–08/01/2007)                                      |                       |
| Météosat-7 / MOP-4 | 2/9/1997       | Ariane 44 LP | 1997-049B          | 3/6/1998           | 31/3/2017  | - 0° - IODC (01/11/2006–31/03/2017)                                     |                       |

## Les Météosat seconde et troisième génération

### Météosat seconde génération (MSG)
En 1995, Eumetsat lance la suite du programme les satellites Météosat de seconde génération. Ces satellites ont un mouvement de rotation semblable à ceux qu'ils remplacent mais l'instrument principal comporte 12 canaux. Quatre satellites de ce type sont lancés entre 2002 et 2015. Depuis 2017 les quatre satellites MSG sont les seuls satellites Météosat opérationnels.

### Météosat troisième génération (MTG)

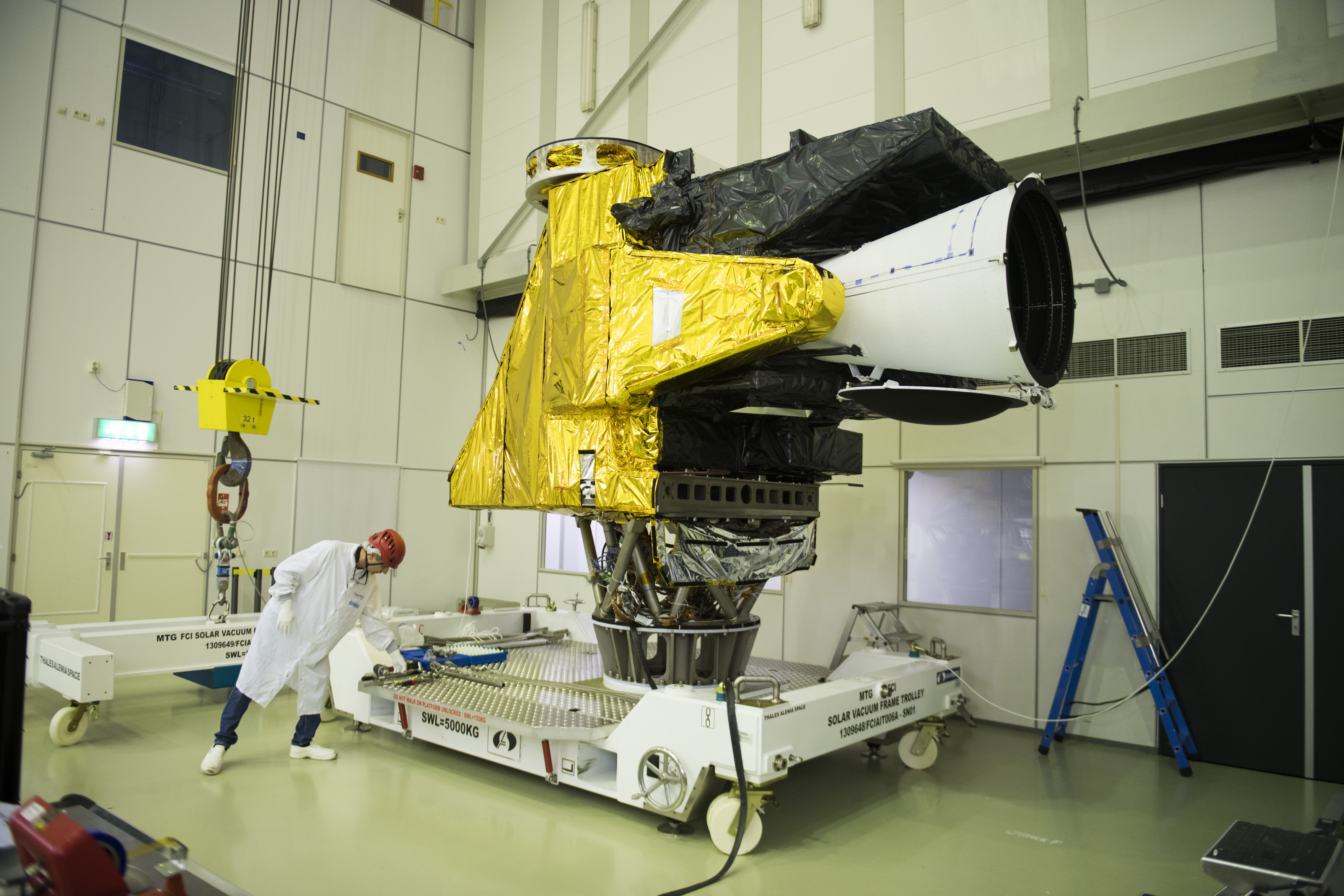
Modèle de test à l'ESA en juin 2018

Les satellites Météosat troisième génération, également désignés par l'acronyme MTG constituent la troisième génération de satellites météorologiques européens circulant en orbite géostationnaire. Ils doivent progressivement remplacer les satellites  MSG à compter de 2021. Il est prévu de construire six satellites MTG de deux types (MTG-I et MTG-S) se différenciant par les instruments emportés.  Dans la configuration opérationnelle de cette constellation de satellites qui devrait être en place vers 2025, l'opérateur Eumetsat a prévu de disposer en permanence de trois satellites MTG tous positionnés sur la longitude 0 degr : deux MTG-I et un MTG-S.
En 2009, après des études préliminaires, l'ESA, agissant pour le compte d'Eumetsat, lance l'appel d'offres pour une troisième génération des satellites Météosat baptisée  Météosat troisième génération (MTG). Le concept évolue fortement par rapport aux deux générations précédentes, puisque deux types de satellites seront mis en œuvre (un imageur et un sondeur), tous deux stabilisés trois-axes (alors que les deux générations précédentes étaient spinnés) avec une très grande précision de pointage. L'augmentation du temps d'observation de 5 à 100 % par rapport à la solution de stabilisation par rotation est indispensable pour satisfaire les besoins futurs, qui exigent des gains en résolution spatiale, en cycle de répétition et en rapport signal sur bruit.
Les satellites MTG ont une masse supérieure à 3,6 tonnes dont 600 à 800 kilogrammes d'instrumentation. L'instrument principal des MTG-I est un imageur fonctionnant dans 16 longueurs d'onde allant de la lumière visible à l'infrarouge thermique et fournissant une image toutes les 10 minutes avec une résolution spatiale comprise entre 1 et 2 kilomètres. Une résolution temporelle de 2,5 minutes et une résolution spatiale de 0,5 km peut être obtenue dans certaines longueurs d'onde. L'instrument principal des MTG-S est un sondeur infrarouge fournissant les principales caractéristiques du profil vertical de l'atmosphère (température, humidité, vent, ozone) avec une résolution spatiale de 4 kilomètres et une fréquence horaire. Les MTG-I emportent également un instrument cartographiant les éclairs tandis que les MTG-S emporte le sondeur Sentinel-4.
| Caractéristique            | Météosat                                                                      | MSG                                                                   | MTG-I                                                | MTG-S                                      |
| -------------------------- | ----------------------------------------------------------------------------- | --------------------------------------------------------------------- | ---------------------------------------------------- | ------------------------------------------ |
| Statut                     | Retirés                                                                       | Opérationnels                                                         | En développement                                     | En développement                           |
| Date lancement             | 1977-1997                                                                     | 2002-2015                                                             | 2021-                                                | 2022-                                      |
| Nombre satellites          | 7                                                                             | 4                                                                     | 4                                                    | 2                                          |
| Masse au lancement (à sec) | 696 kg (282 kg)                                                               | 2 040 kg                                                              | 3 400 kg                                             | 3 600 kg                                   |
| Énergie                    | 200 W                                                                         | 600 W (fin de vie)                                                    | 2 kW                                                 | 2 kW                                       |
| Contrôle d'attitude        | Spinné                                                                        | Spinné                                                                | Stabilisé 3 axes                                     | Stabilisé 3 axes                           |
| Principaux instruments     | Radiomètre MVIRI 3 canaux                                                     | Radiomètre SEVIRI 12 canaux                                           | Radiomètre FCI 16 canaux                             | Sondeurs infrarouge IRS et ultraviolet UVN |
| Performances               | Résolution 2,5 km à 5 km Image complète de l'hémisphère toutes les 30 minutes | Résolution 10 km Image complète de l'hémisphère toutes les 15 minutes | Image complète de l'hémisphère toutes les 10 minutes |                                            |
| Durée de vie               | 5 ans                                                                         | 7 ans                                                                 | 8,5 ans consommables pour 10,5 ans                   | 8,5 ans consommables pour 10,5 ans         |